# William Smith (Boxer)
William Smith (* 19. Juli 1904 in Johannesburg, Südafrika; † 20. Dezember 1955 ebenda) war ein südafrikanischer Boxer im Bantamgewicht.
Im Jahre 1924 nahm Smith in Paris an den Olympischen Sommerspielen teil. Dort bezwang er Harry Wolff aus Schweden, Jacques Lemouton aus Frankreich, Jean Ges ebenfalls aus Frankreich und Salvatore Tripoli aus Italien jeweils nach Punkten und wurde Olympiasieger.